# Tom Holmes
Thomas Richard Holmes, detto Tom (Londra, 12 marzo 2000), è un calciatore inglese, difensore del Dender in prestito dal Luton Town.

## Carriera
Prodotto del settore giovanile del Reading, debutta in prima squadra il 6 marzo 2018 in occasione dell'incontro di Championship pareggiato 1-1 contro il Bolton.
Il 15 gennaio 2024 viene acquistato dal Luton Town, squadra di Premier League, che lo lascia in prestito fino al termine della stagione ai Royals.

## Statistiche

### Presenze e reti nei club
Statistiche aggiornate al 14 gennaio 2025.
| Stagione        | Squadra         | Campionato      | Campionato | Campionato | Coppe nazionali | Coppe nazionali | Coppe nazionali | Coppe continentali | Coppe continentali | Coppe continentali | Altre coppe | Altre coppe | Altre coppe | Totale | Totale |
| Stagione        | Squadra         | Comp            | Pres       | Reti       | Comp            | Pres            | Reti            | Comp               | Pres               | Reti               | Comp        | Pres        | Reti        | Pres   | Reti   |
| --------------- | --------------- | --------------- | ---------- | ---------- | --------------- | --------------- | --------------- | ------------------ | ------------------ | ------------------ | ----------- | ----------- | ----------- | ------ | ------ |
| 2017-2018       | Reading         | FLC             | 1          | 0          | FACup+CdL       | 0               | 0               |                    | -                  | -                  | EFLT        | 3           | 0           | 4      | 0      |
| 2018-2019       | Reading         | FLC             | 0          | 0          | FACup+CdL       | 0               | 0               |                    | -                  | -                  |             | -           | -           | 0      | 0      |
| 2019-2020       | Roeselare       | D2              | 11         | 0          | CB              | 0               | 0               |                    | -                  | -                  |             | -           | -           | 11     | 0      |
| 2020-2021       | Reading         | FLC             | 39         | 0          | FACup+CdL       | 0+1             | 0               |                    | -                  | -                  |             | -           | -           | 40     | 0      |
| 2021-2022       | Reading         | FLC             | 32         | 1          | FACup+CdL       | 1+1             | 0               |                    | -                  | -                  |             | -           | -           | 34     | 1      |
| 2022-2023       | Reading         | FLC             | 40         | 0          | FACup+CdL       | 1+1             | 0               |                    | -                  | -                  |             | -           | -           | 42     | 0      |
| 2023-2024       | Reading         | FL1             | 13         | 0          | FACup+CdL       | 1+0             | 0               |                    | -                  | -                  | EFLT        | 2           | 0           | 16     | 0      |
| Totale Reading  | Totale Reading  | Totale Reading  | 125        | 1          |                 | 6               | 0               |                    | -                  | -                  |             | 5           | 0           | 136    | 1      |
| 2024-2025       | Luton Town      | FLC             | 16         | 1          | FACup+CdL       | 1+1             | 0               |                    | -                  | -                  |             | -           | -           | 18     | 1      |
| Totale carriera | Totale carriera | Totale carriera | 152        | 2          |                 | 8               | 0               |                    | -                  | -                  |             | 5           | 0           | 165    | 2      |